# Aeroporto de Rio Verde
O Aeroporto de Rio Verde, oficialmente denominado Aeroporto General Leite de Castro (IATA: RVD, ICAO: SWLC), está localizado no município de Rio Verde, no estado de Goiás. Situado a uma altitude de 751 metros, possui uma pista asfaltada de 1.500 metros de comprimento por 30 metros de largura, com iluminação para operações diurnas e noturnas.
O terminal de passageiros é equipado com sala de embarque climatizada, televisão, conexão wi-fi, máquina de raio-X para inspeção de segurança, lanchonete, banheiros e uma brigada própria do Corpo de Bombeiros.

## Estrutura
O Aeroporto de Rio Verde conta com a seguinte infraestrutura:
- Uma pista de asfalto com 1.500 metros de extensão (cabeceira 03/21), capaz de receber aeronaves de médio porte como o ATR-72 e o Embraer 195-E2.
- Sistema PAPI (Precision Approach Path Indicator) instalado em ambas as cabeceiras da pista, proporcionando orientação visual adicional para aproximações seguras.[1]
- Terminal de passageiros com áreas de embarque e desembarque, guichês de check-in e serviços básicos.
- Estacionamento gratuito e acesso facilitado por via asfaltada até a zona urbana.

## Estatísticas de movimentação
Antes da suspensão das operações comerciais, o aeroporto registrava:
- Média anual superior a 20 mil passageiros, com tendência de crescimento até 2022.
- Cerca de 2 a 3 voos diários em dias úteis, com maior movimento em períodos sazonais e feriados.

## Impacto econômico e regional
O fim dos voos comerciais impactou negativamente a economia regional, especialmente nos setores do agronegócio e corporativo, que dependiam da conexão aérea como forma rápida de deslocamento. Rio Verde é um dos principais polos agrícolas do estado de Goiás e do Brasil, e o acesso aéreo era considerado estratégico para negócios e logística.
Com a descontinuação das operações, os moradores e empresários passaram a depender de viagens rodoviárias até cidades como Goiânia, Uberlândia e Brasília, o que aumentou o tempo e os custos logísticos.

## Características
- Categoria Contra Incêndio/Salvamento: CAT 3 (PERMANENTE), REF: ROTAER 3-R, de 2 de agosto de 2016 (Z2924/2016).
- Operação: VFR diurno e noturno.
- Latitude: 17º50'05 S
- Longitude: 50º57'22 W
- Elevação: 751 m (2463 ft)
- Piso: A
- Resistência:	19/F/C/Y/U
- Distância do centro: 5,04 km
- Sinalização: S
- Farol de aeródromo
- Indicador de direção de vento iluminado
- Luzes de borda de pista
- Luzes de cabeceira de pista
- Luzes de borda de pista de taxi

## Movimento
No ano de 2018 passou pelo aeroporto de Rio Verde 31.386 passageiros provenientes de vôos comerciais e concentrou o número de 597 operações entre pousos e decolagens. É importante destacar que devido a importância econômica da cidade de Rio Verde no cenário estadual e nacional, lhe proporciona grande movimento de aviões particulares de particulares, empresários e autoridades.
A Companhia Aérea Azul , suspendeu os voos para a cidade de Rio Verde no mês de julho de 2015, devido a retirada dos ATR-42 da sua frota passando a operar com o ATR-72. A interrupção foi necessário devido a melhorias necessárias na infraestrutura do aeroporto que até então não suportava o tipo de aeronave, após melhorias realizadas, o aeroporto voltou a ter os voos regulares no dia 23 do mesmo mês.
No aeroporto também é concentrado as operações de empresas de táxi aéreo e de aeronaves voltadas para operações na agricultura.

## Ver Também
- Lista de aeroportos do Brasil